# Casa de Paternò

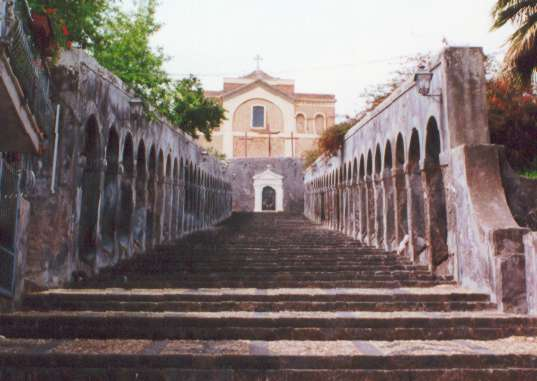
Escalinata de Paternò, municipio que da nombre a la casa.

La casa de Moncada fue una casa nobiliaria española, originaria de la Corona de Aragón, radicada en Sicilia. Su principal título fue el principado de Paternò, aunque fue propietaria de numerosos títulos y feudos en Sicilia.

## Genealogía
Aunque el linaje Moncada es de origen catalán, según la tradición desciende de Otger, caballero alemán de la casa de Baviera, que fue gobernador de los reyes francos en Aquitania y que, luchando contra los musulmanes, pasó a Cataluña. Lo cierto es que en los Usatges de 1040 ya aparece la firma de un Moncada.
- Guillen Ramón I de Moncada (†1328), señor de Fraga, casó con Lucia de Alagón.
- Guillen Ramón II de Moncada (†1348), conde de Agosta, del círculo de Fadrique de Sicilia, fue condecorado por el rey en 1343. Casó con Margarita Sclafani, la hija del conde de Esclafana y Adernò, agregando dichos títulos a su casa.

- Mateo de Moncada, conde de Adernó, Agosta y Esclafana, casó con Juana de Peralta, la hija del conde de Caltabellotta, agregando el título a la casa. Tuvo feudos en Grecia y luchó contra los disidentes sicilianos.

- Guillen Ramón III de Moncada (†1398), heredó los títulos de su padre y colaboró con Alfonso V en la conquista de Sicilia y Nápoles. Padre de Juan de Moncada, conde de Adernò y Matteo de Moncada, conde de Agosta. Dos ramas que se vuelven a unir con el VI conde de Adernò.

- Juan de Moncada (†1452), conde de Adernó, casó en 1455 con la baronesa Andreana Sfenollar.

- Guillen Ramón V Moncada (†1466) fue capitán de Caltagirón y en 1462 capitán en Catania, luchando contra los rebeldes, sirviendo a Fernando I.

### Príncipes de Paternò en Italia
- Juan Tomás de Moncada, casó con Raimundeta de Ventimilla, llegando a ser Maestre Justiciero del reino. Le compró al rey Paternó, con torre y principado.
- Guillen Ramón VI de Moncada, V conde de Adernò, V conde de Sclafani, contrajo matrimonio con Contessina de Moncada, Condesa de Agosta y Caltanageta. Fue nombrado gobernador general del Reino de Sicilia y peleó en la guerra contra los turcos.

- Antonio III de Moncada (†1549), VI conde de Adernò, Agosta y Caltanageta, sirvió en la conquista de Nápoles a Fernando el Católico. El pueblo, sintiéndose traicionado, quemó su palacio de Palermo.

### Príncipes de Paternò en España
- Francisco I de Moncada y Luna (†1566), I príncipe de Paternò en España por concesión de Felipe II el 8 de abril de 1565, fue Capitán General en Sicilia, donde persiguió a los disidentes políticos. Como premio por el servicio se le reconoció en España el título de príncipe de Paternó, sin cambiarlo por un marquesado, como era habitual. Casó con Catalina Pignatelli en 1532.

- César de Moncada y Pignatelli (†1571), II príncipe de Paternò, capitán general y vicario de Sicilia, casó con María de la Cerda, hija de los duques de Medinaceli, con quien tuvo un hijo, Francisco, que sería III príncipe. Al enviudar, contrajo matrimonio con Luisa de Luna, III duquesa de Bivona, quien había estado casada con Antonio de Aragón y Cardona, III duque de Montalto, y con quien había tenido una hija, llamada María de Aragón, quien sucedió a su padre como V duquesa de Montalto y heredera del ducado de Bivona. César, II príncipe de Paternò, casó en 1560 a su hijo Francisco, futuro III príncipe, con su hermana política María de Aragón, con la intención de que quedaran unidas en su descendencia las casas de Paternò, Montalto y Bivona,[2]  como así fue. Además César compró un nuevo palacio en Palermo, embelleció San Miniano y fundó en Caltanissetta el Colegio de los Jesuitas, el Convento de Capuchinos y el Hospital de San Juan de Dios.

- Francisco II de Moncada y de la Cerda, III príncipe de Paternò, en 1560 casó con María de Aragón y Luna, V duquesa de Montalto, uniendo la casa de Montalto, Bivona y la de Paternò su descendencia, como se ha indicado antes. Las capitulaciones matrimoniales establecieron que su hijo primogénito debía titularse duque de Montalto, con el apellido "de Aragón", mientras que su nieto debía hacerlo con el título de príncipe de Paternò, con el apellido "de Moncada" y así sucesiva y alternativamente de padre a hijo.

- Antonio de Moncada y Aragón (†1631), llamado de forma doméstica "Antonio de Aragón y Moncada" en observancia de las capitulaciones matrimoniales de sus padres, IV príncipe de Paternó, VI duque de Montalto, IV duque de Bivona, casó con Juana de la Cerda, de la casa de Medinaceli.

- Luis Guillermo de Moncada y de la Cerda(Collesano 1614-Madrid 1672), llamado de forma doméstica "Luis Guillermo de Moncada y Aragón" en observancia de las capitulaciones matrimoniales de sus abuelos, V príncipe de Paternó, segundogénito el IV príncipe, muerto su hermano mayor antes de llegar a la mayoría de edad, heredó de su padre los títulos nobiliarios en 1631. Contrajo matrimonio dos veces: la primera en 1629 con María Enríquez Afán de Ribera (†1638), posteriormente duquesa de Alcalá, sin descendencia y la segunda con Catalina de Moncada (m. 1660), hija del marqués de Aytona Francisco de Moncada, con quien tuvo a Fernando, que sería su sucesor en sus títulos de nobleza.

- Fernando de Moncada y Moncada (†1713), llamado de forma doméstica "Fernando de Aragón y Moncada" en observancia de las capitulaciones matrimoniales de sus bisabuelos, VI príncipe de Paternó, en 1644 casó con María Teresa Fajardo y Álvarez de Toledo, VII marquesa de los Vélez, uniéndose virtualmente durante su matrimonio la casa de Paternò con la casa de los Vélez. La hija del matrimonio, Catalina de Moncada y Fajardo, que a la muerte de su madre se convirtió en la VIII marquesa de los Vélez y que estaba casada con el VIII marqués de Villafranca del Bierzo, quedó como su heredera del principado de Paternò por disposición testamentaria de su padre. Sin embargo Luigi Guglielmo de Moncada, I duque de San Juan,[3] bisnieto y descendiente de Antonio de Moncada y Aragón, IV príncipe de Paternó, por línea de primogenitura masculina inició un pleito por la sucesión, alegando fideicomiso agnaticio por vía masculina instituido en 1501 por Juan Tomás de Moncada, I príncipe de Paternò en Italia, por lo que finalmente ganó Luigi Guglielmo de Moncada, siendo reconocido por el rey Carlos III, como príncipe de Paternò y grande de España.[4] No obstante la descendencia de la VIII marquesa de los Vélez, conservó en España parte del patrimonio de la casa de Paternó, como tapices,[5] y parte del archivo familiar,[6] además de conservar legalmente los demás títulos nobiliarios de la casa salvo el principado de Paternò, mediante una sentencia favorable de 26 de junio de 1797, emitida tras una sentencia inicial desfavorable de 1780.[7]

- Luigi Guglielmo II de Moncada, VII príncipe de Paternó (II duque de San Juan, Duca di San Giovanni), bisnieto del IV príncipe de Paternò.

- Francesco Rodrigo de Moncada, VIII príncipe de Paternò, (III duque de San Juan).

- Giovanni Luigi de Moncada, IX príncipe de Paternò, (IV duque de San Juan).

- Pietro de Moncada, X príncipe de Paternò, (V duque de San Juan).

- Corrado de Moncada, XI príncipe de Paternò, (VI duque de San Juan).

- Pietro de Moncada, XII príncipe de Paternò, (VII duque de San Juan).

- Ugo de Moncada, XIII príncipe de Paternò, (VIII duque de San Juan).

- Pietro de Moncada, XIV príncipe de Paternò, (IX duque de San Juan).

- Francesco Rodrigo de Moncada, XV príncipe de Paternò, (X duque de San Juan).

Algunos de los últimos príncipes de Paternò y duques de San Juan citados en la lista no tuvieron sus títulos reconocidos legalmente en España, por lo que varias personas que se consideraron con derecho a ellos intentaron rehabilitarlos legalmente en España, sin éxito por parte de los solicitantes.

## Títulos y señoríos
- Principado de Paternò, de los Moncada;
- Ducado de Montalto, de la casa de Aragón;
- Ducado de Bivona, de la casa de Luna;
- Marquesado de Calatafimi, de los Moncada;
- Condado de Sclafani, de los Sclafani;
- Condado de Adernò, de los Sclafani;
- Condado de Collesano, de los Cardona;
- Condado de Caltabellotta, de los Peralta;
- Condado de Caltanissetta, de los Moncada;
- Condado de Caltavuturo, de los Rosso;
- Baronía de Centorvi, de los Sclafani;
- Baronía de Biancavilla, de los ¿Rosso?;
- Señorío de las Dos Pretralias (Petralia Soprana y Petralia Sottana), de los Cardona.

## Heráldica

Escudo de los Moncada, príncipes de Paternò.
Escudo de los Aragón, duques de Montalto.
Escudo de los Luna, duques de Bivona.
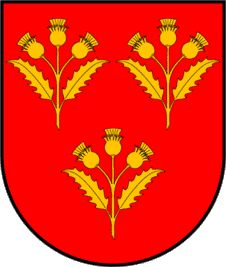
Escudo de los Cardona.
Escudo de los Rosso.
Escudo de los Sclafani.
Escudo de los Peralta.